# Везник
Везници су непроменљиве речи које служе за означавање везе међу појединим речима у реченици, као и међу реченицама. С гледишта морфологије прави везници су: и, па, али, да, док, јер, ако, а неправи везници су: када, већ, дакле, пошто, како. Неправи везници су и прилози и поједини облици заменица (упитних и односних). Разликујемо зависне (хипотаксичне) и независне (паратаксичне) везнике. Независни везници су они који везују напоредне реченице и могу бити саставни (и, тe, па, ни, нити), супротни (али, но, него, већ, а) и раставни (или). Зависни су они који везују зависне реченице (иако, мада, премда, јер, ако, док, како, пошто). Везници такође могу бити намерни (да), узрочни (јер) и условни (ако).
Уопштено говорећи, везник је непроменљива (нефлективна) граматичка партикула и може, али и не мора стајати између спојених ставки. Дефиниција везника се такође може проширити на идиоматске фразе које се понашају као јединица са истом функцијом, нпр. „као и“, „под условом да“. Једноставан књижевни пример везника је: „истина природе, и моћ давања камата“ (Биографија Литерарије Семјуела Тејлора Колриџа).
Везник се може ставити на почетак реченице: „Али неко сујеверје у вези са праксом и даље постоји.“

## Координациони везници
Координациони везници, који се називају и координатори, су везници који спајају или координирају две или више ставки (као што су речи, главне реченице или реченице) једнаке синтаксичке важности. На енглеском, мнемонички акроним FANBOYS се може користити за памћење координатора for, and, nor, but, or, yet, и so. Ово нису једини координирајући везници; користе се разни други.‍:ch. 9‍:p. 171

## Подређени везници
Подређени везници, који се називају и подординатори, су везници који спајају независну реченицу и зависну клаузулу, а такође уводе прилошке одредбе. Најчешћи подређени везници у енглеском језику укључују после, иако, колико, као, докле, као што је, чим, јер, пре, чак и ако, сваки пут, ако, да би се, пошто, тако, тако да, него, да, осим, до, када, кад год, где, док и где год.
Комплементизатори се могу сматрати посебним подређеним везницима који уводе допунске клаузе: нпр. „Питам се да ли ће закаснити. Надам се да ће стићи на време“. Неки подређени везници, када се користе за увођење фразе уместо пуне клаузе, постају предлози са идентичним значењем.
Подређени везник обавља две важне функције унутар реченице: илуструје важност независне клаузе и обезбеђује прелаз између две идеје у истој реченици тако што указује на време, место или узрок и стога утиче на однос између реченица.
У многим глаголским завршним језицима, подређене реченице морају претходити главној реченици од које зависе. Еквиваленат подређених везника неглаголских завршних језика као што је енглески су 
- клаузулно завршни везници (нпр. на јапанском); или
- суфикси који се прилажу уз глагол, а не засебне речи.[10]

## Почетак реченице
Генерално постоји сагласност да реченица може да почиње координирајућим везником као и, али или још. Док неки људи ову употребу сматрају неприкладном, Фолетова модерна америчка употреба означава њену забрану као „наводно правило без основа“ и „предрасуду [која] траје из прошлих времена“.
Неки повезују ово веровање са својим раним школским данима. Једна претпоставка је да је резултат тога што се мала деца уче да избегавају једноставне реченице које почињу са и, и подстичу се да користе сложеније структуре са подређеним везницима. Према речима Брајана А. Гарнера, „широко распрострањено уверење ... да је грешка започети реченицу везником као што је и, али, или тако нема историјске или граматичке основе“, и добри писци су често започињали реченице везницима.
Постоји и спорна смерница да реченица никада не треба да почиње са јер. Јер је подређени везник и уводи зависну клаузулу. Он може почети реченицу када главна реченица следи зависну клаузулу.

### Примери
- „А сада имамо Фејсбук и Твитер, Вордпрес и Тумблр и све те друге платформе које преузимају наше свакодневне послове и претварају их у медије.“[17]
- „Дакле, сваки савремени уредник који није параноидан је будала“.[18]
- „И штрајкови су заштићени глобално, постоје у многим земљама са законима о раду ван модела Вагнеровог закона.”[19]

## Други језици

### Валпирски
У валпирском, пама-њунганском језику који се говори у Аустралији, везници функционишу другачије од енглеског или других германских језика. У неуграђеним контекстима, валпирски користи координатор manu, тако да се П manu К преводи на „П и К”: Cecilia manu Gloriapala yanu tawunu kurra значи „Сисилија и Глориа су отишле у град”, али у негативном контексту, П manu К се преводи као „ни П ни К“, тако да: kularnangku yinyi rampaku manu loli значи „нећу ти дати колаче или лизалице“, пошто је куларнанагку облик Валпирског негативног маркера.